# Boiga dendrophila
Boiga dendrophila este o specie de șerpi din genul Boiga, familia Colubridae, descrisă de Heinrich Boie în anul 1827.

## Subspecii
Această specie cuprinde următoarele subspecii:
- B. d. annectens
- B. d. dendrophila
- B. d. divergens
- B. d. gemmicincta
- B. d. latifasciata
- B. d. levitoni
- B. d. melanota
- B. d. multicincta
- B. d. occidentalis

## Galerie

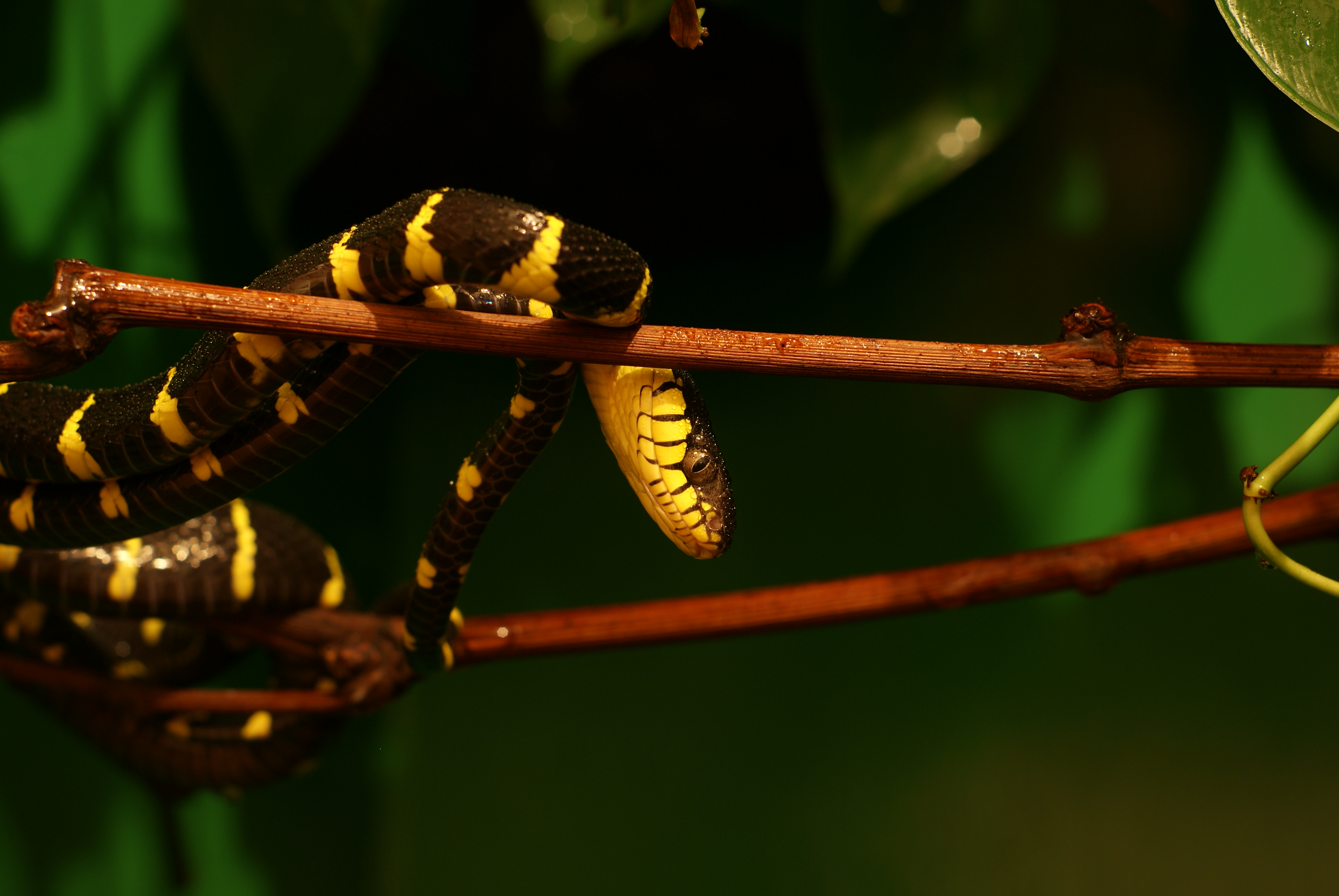
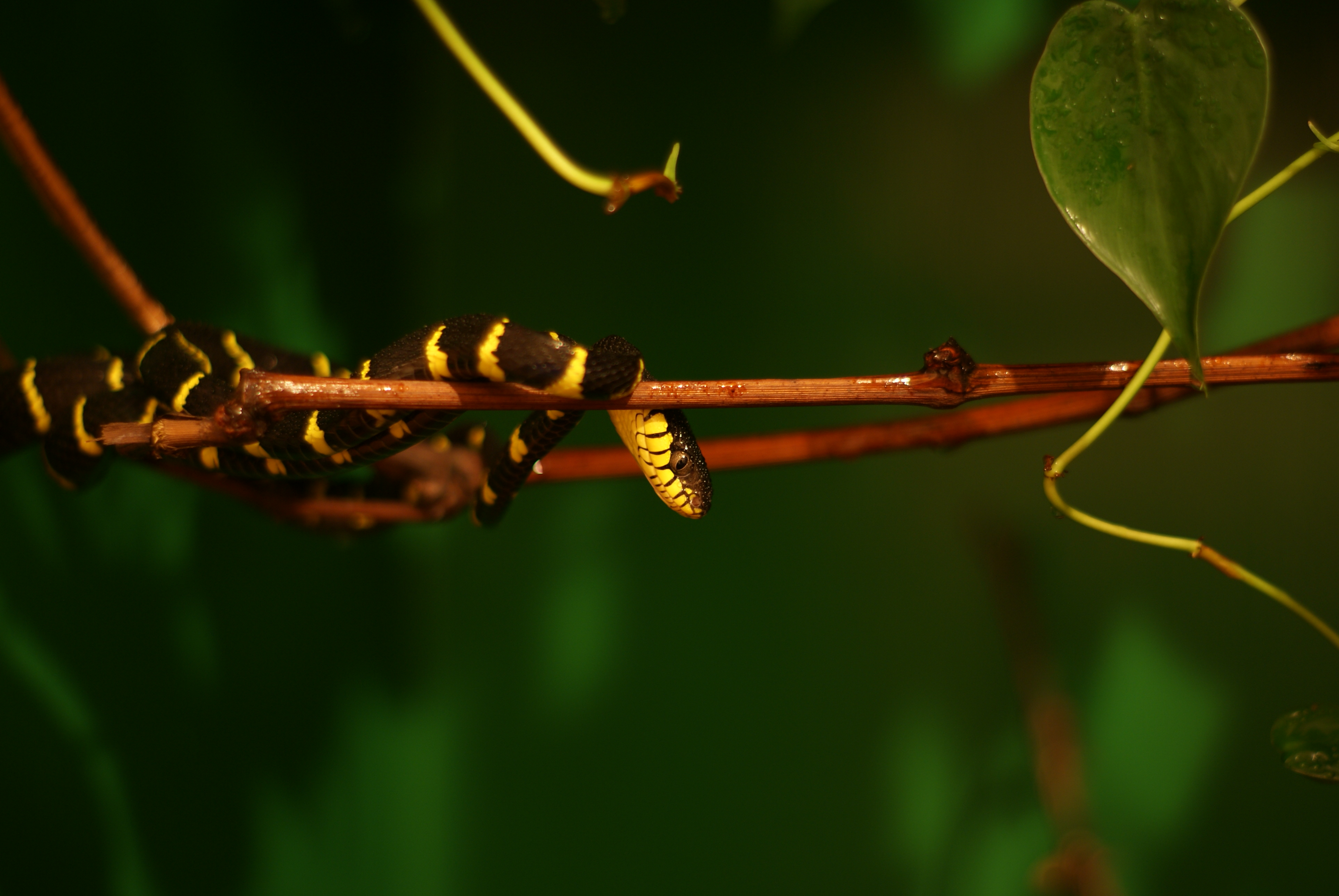
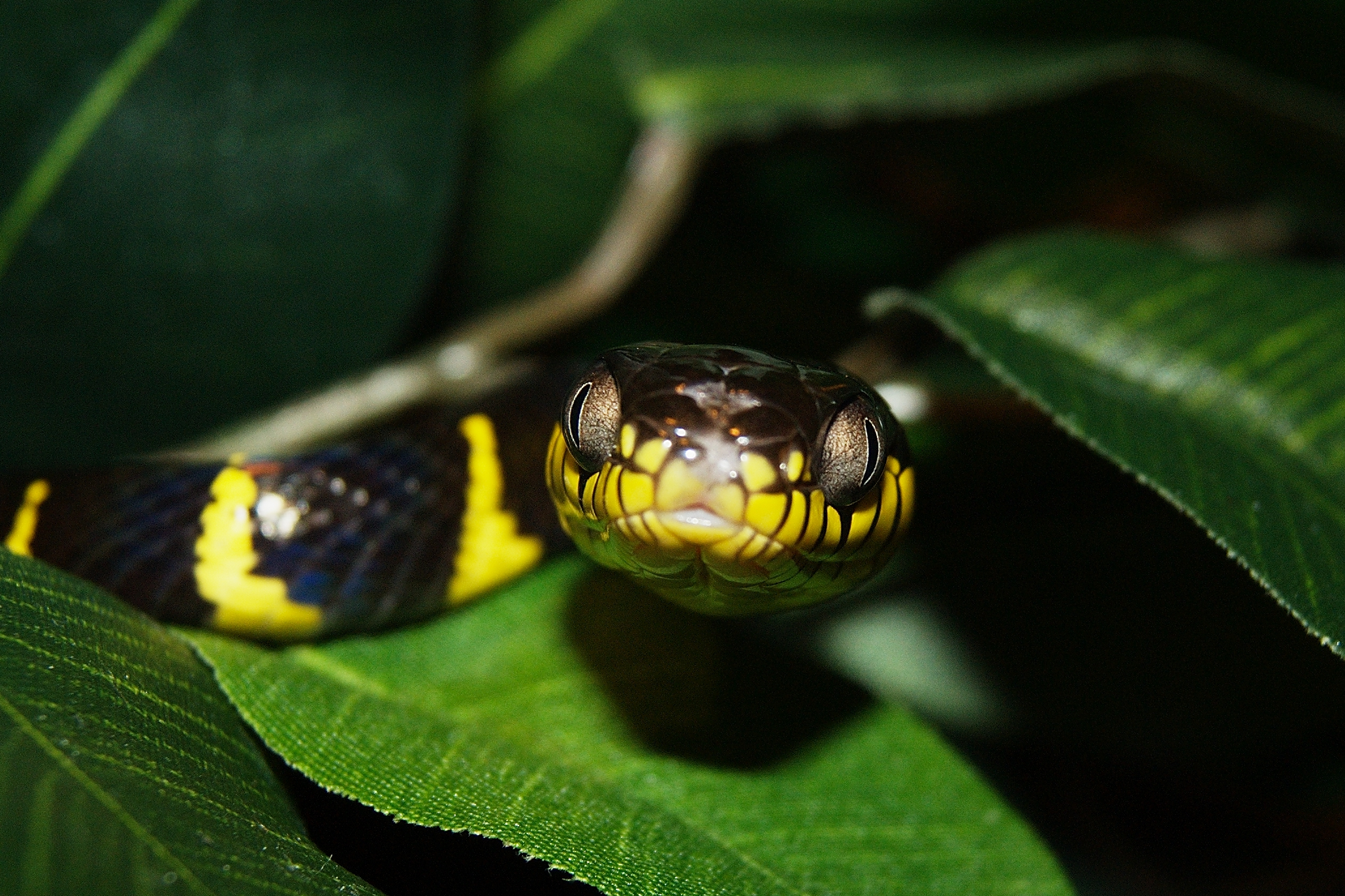
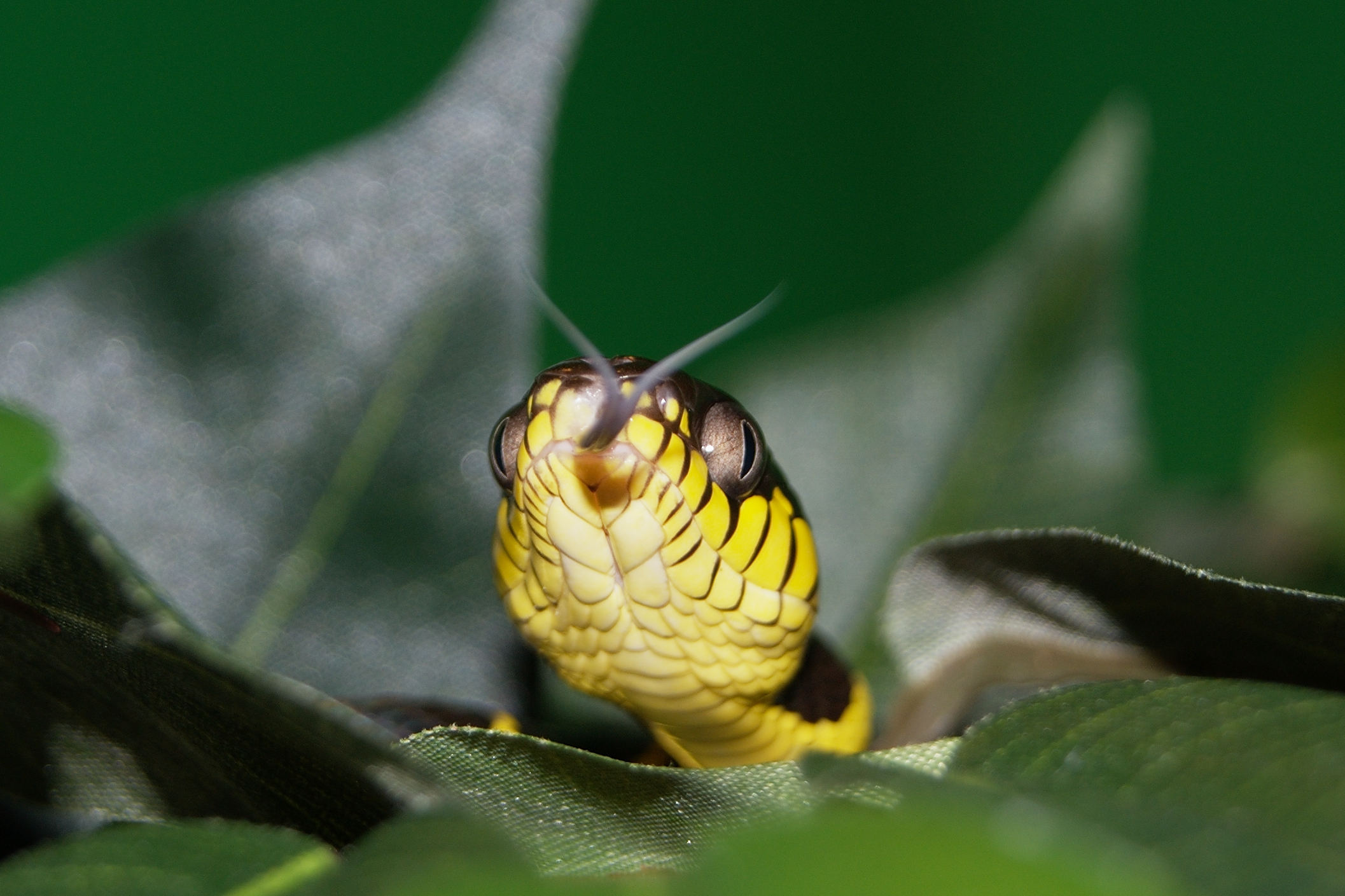
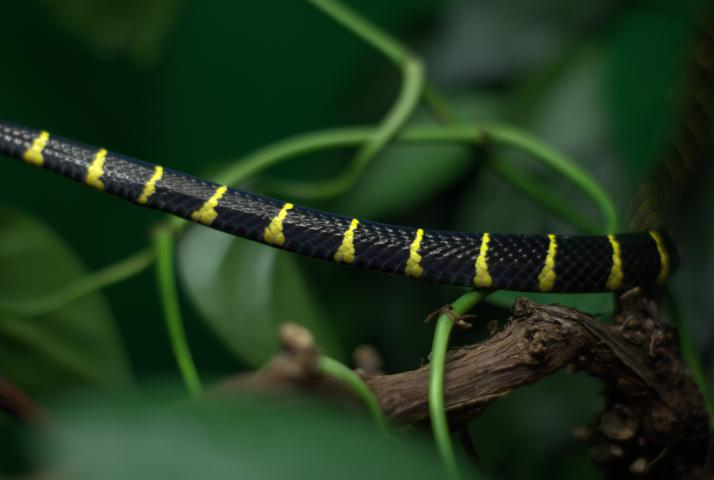
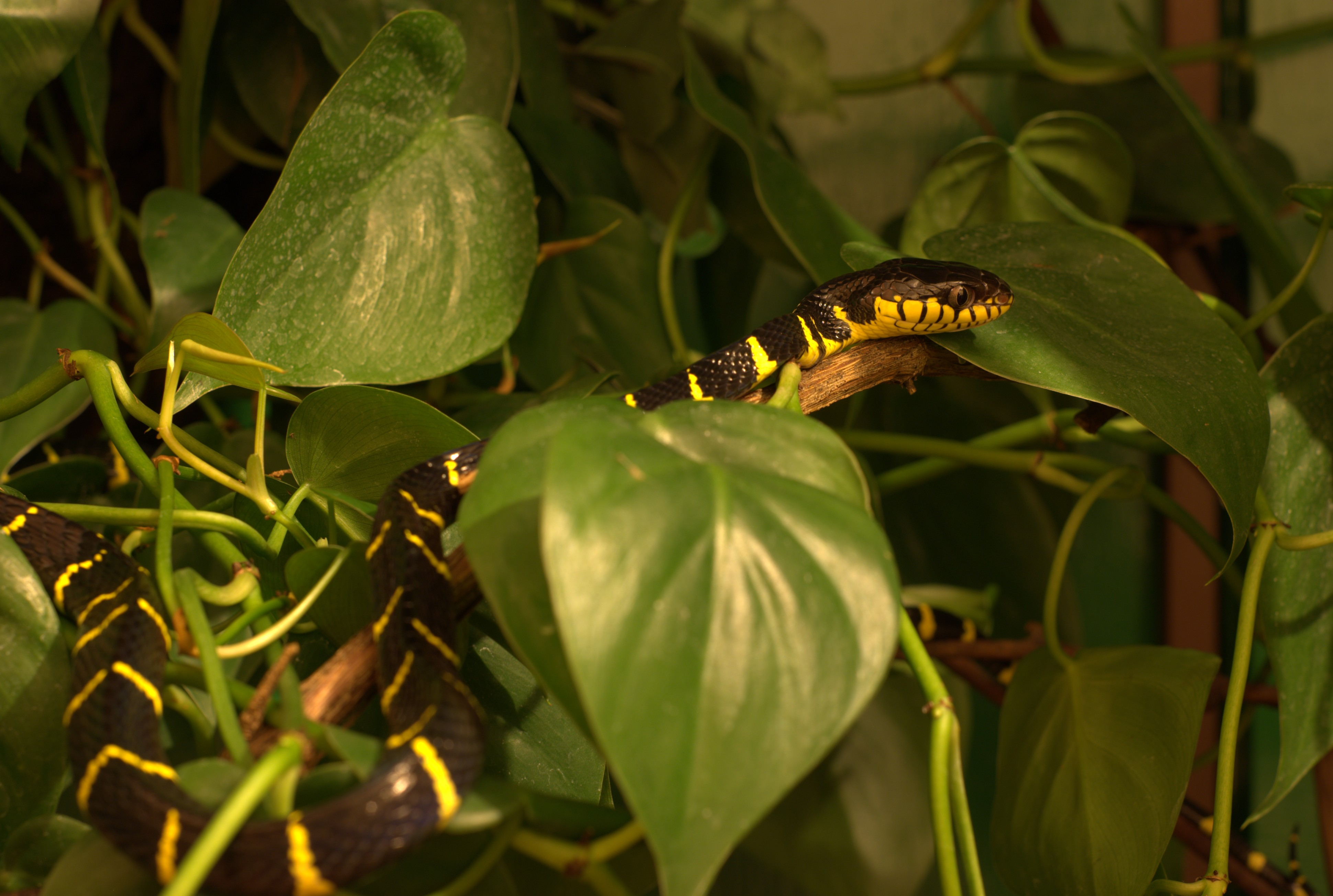